# ドナルドの猟はつらいよ
『ドナルドの猟はつらいよ』（ドナルドのりょうはつらいよ）または『ドナルドの狩はつらいよ』（ドナルドのかりはつらいよ、原題：No Hunting）は、ウォルト・ディズニー・プロダクション（現：ウォルト・ディズニー・カンパニー）が製作した1955年1月14日公開のアニメーション短編映画作品。ドナルドダック・シリーズの第118作品である。

## あらすじ
狩りのシーズン到来、ドナルドは祖父のグランパダックと一緒に狩りに出かけるも・・・。

## スタッフ
- 製作：ウォルト・ディズニー
- 監督：ジャック・ハンナ
- 脚本：ビル・バーグ、ディック・シャウ
- 音楽：オリバー・ウォレス
- 美術：エール・グレイシー
- 背景：レイ・ハッフィン
- 原画：ジョン・シブリー
- 効果：ダン・マクマニュス

## キャスト
| キャラクター   | 原語版               |
| -------------- | -------------------- |
| ドナルドダック | クラレンス・ナッシュ |
| グランパダック | ?                    |
| ナレーター     | ?                    |

## 補足
- 劇中にバンビとも思われる小鹿が母鹿と一緒に出演している。